# Wie die Liebe geht
Wie die Liebe geht ist ein Dokumentarfilm von Judith Keil und Antje Kruska der am 14. Februar 2025 bundesweit in den Kinos anlief.

## Inhalt
Wie die Liebe geht erzählt die Lebens- und Liebesentwicklungen von vier Paaren in Deutschland über den Verlauf von sieben Jahren. Sie gründen Familien, müssen den Alltag bewältigen, erleben Höhen und Tiefen und durchlaufen lebensentscheidende Momente. Bei einem Paar schlägt das Schicksal unerwartet zu.
Übrig bleiben unterschiedliche Formen oder Fragmente von Liebe, auf denen jede und jeder neu aufbauen kann. Die Liebe erweist sich als wandelbare Größe.

## Rezeption
Ttt – titel, thesen, temperamente lobte: „Die Stärke von ‚Wie die Liebe geht‘ liegt in der Offenheit der Paare. Der Film zeigt ganz gewöhnliche Liebesgeschichten - die jedoch alle eine beeindruckende Tiefe entwickeln. […] Die Paare in diesem Film sind Stellvertreter für uns alle, für die Beziehungen, die wir führen. Mit all ihren Höhen und Tiefen. Wie eben die Liebe geht.“
Andreas Köhnemann schreibt in Kinozeit: „Mit ihrem rund zweieinhalbstündigen Werk liefern Keil und Kruska eine empathische Studie, die beweist, dass Liebe vieles ist – aber ganz gewiss nicht einer reizlosen Formel folgt.“
In Film-Rezensionen zieht Peter Gutting das Fazit: „Statt Rezepten bieten die Regisseurinnen Judith Keil und Antje Kruska die Gelegenheit zum Differenzieren, zum genauen Hinschauen und zum Abschiednehmen von sentimentaler Romantik.“
Wilfried Hippen schreibt in der TAZ: „Ihr Film ermöglicht eine oft erstaunliche Nähe. […] Und so wird hier anhand der Entwicklungen von vier Paaren eine universelle Geschichte erzählt.“
Für Patrick Wellinski von Deutschlandradio Kultur war es der Film der Woche: „Es zeigt sich hier alles: Liebe, Leben und wie es sich verändern kann, wie in einem kleinen Tropfen, in dem sich der ganze Ozean spiegelt.“
Das Lexikon des internationalen Films vergibt vier von fünf Sternen und resümiert: „Als Einblick in die Frage, was Liebe ausmacht, ist der Film gleichwohl aufschlussreich und trotz Überlänge sehr kurzweilig.“